# RTN4R
RTN4R (англ. Reticulon 4 receptor) – білок, який кодується однойменним геном, розташованим у людей на короткому плечі 22-ї хромосоми. Довжина поліпептидного ланцюга білка становить 473 амінокислот, а молекулярна маса — 50 708.
| 10         |  | 20         |  | 30         |  | 40         |  | 50         |
| ---------- |  | ---------- |  | ---------- |  | ---------- |  | ---------- |
| MKRASAGGSR |  | LLAWVLWLQA |  | WQVAAPCPGA |  | CVCYNEPKVT |  | TSCPQQGLQA |
| VPVGIPAASQ |  | RIFLHGNRIS |  | HVPAASFRAC |  | RNLTILWLHS |  | NVLARIDAAA |
| FTGLALLEQL |  | DLSDNAQLRS |  | VDPATFHGLG |  | RLHTLHLDRC |  | GLQELGPGLF |
| RGLAALQYLY |  | LQDNALQALP |  | DDTFRDLGNL |  | THLFLHGNRI |  | SSVPERAFRG |
| LHSLDRLLLH |  | QNRVAHVHPH |  | AFRDLGRLMT |  | LYLFANNLSA |  | LPTEALAPLR |
| ALQYLRLNDN |  | PWVCDCRARP |  | LWAWLQKFRG |  | SSSEVPCSLP |  | QRLAGRDLKR |
| LAANDLQGCA |  | VATGPYHPIW |  | TGRATDEEPL |  | GLPKCCQPDA |  | ADKASVLEPG |
| RPASAGNALK |  | GRVPPGDSPP |  | GNGSGPRHIN |  | DSPFGTLPGS |  | AEPPLTAVRP |
| EGSEPPGFPT |  | SGPRRRPGCS |  | RKNRTRSHCR |  | LGQAGSGGGG |  | TGDSEGSGAL |
| PSLTCSLTPL |  | GLALVLWTVL |  | GPC        |  |            |  |            |

A: Аланін

C: Цистеїн

D: Аспарагінова кислота

E: Глутамінова кислота

F: Фенілаланін

G: Гліцин

H: Гістидин

I: Ізолейцин

K: Лізин

L: Лейцин

M: Метіонін

N: Аспарагін

P: Пролін

Q: Глутамін

R: Аргінін

S: Серин

T: Треонін

V: Валін

W: Триптофан

Кодований геном білок за функцією належить до рецепторів. 
Білок має сайт для зв'язування з ліпідами. 
Локалізований у клітинній мембрані, мембрані, клітинних відростках.